# Simon Tatham
Simon Tatham (3 maggio 1977) è un programmatore inglese, conosciuto principalmente per aver creato e mantenuto PuTTY, un'implementazione dei clients Telnet e SSH per le piattaforme Unix e Windows API, insieme al terminale virtuale xterm.
È inoltre conosciuto per essere il creatore di Netwide Assembler (NASM), e per il suo saggio "How to Report Bugs Effectively", che molti sviluppatori di software consigliano agli utenti di leggere prima di riportargli eventuali bug.
Oltre ciò Simon Tatham mantiene una popolare collezione di semplici giochi che gira su Nintendo DS, Symbian S60, Unix (GTK+; Android, macOS) e Windows.
Ha frequentato l'Università di Cambridge, e attualmente lavora al ARM Limited.